# Světový pohár v judu 2009
Světový pohár (SP) v judu za rok 2009 tvořily turnaje Grand Slam/Prix, kontinentální turnaje světového poháru a turnaj mistrů. Body za umístění z těchto turnajů se primárně počítají do olympijské kvalifikace a dále hrají významnou, ne však zásadní roli při nasazování judistů do pavouku turnajů.
Od roku 2009 byl zaveden nový systém kvalifikace na olympijské hry, který nutil jednotlivé sportovce-judisty objíždět turnaje světového poháru a sbírat body do žebříčku. Šlo o zcela nový koncept kvalifikace, který bránil jednotlivým národním federacím posílat na olympijské hry mezinárodně neznámé, doma izolované sportovce. Pozitivem je celosvětový věhlas jednotlivých judistů a jejich pravidelné testování proti dopingu i mimo národní dopingové agentury. V judu až na výjimečné případy neexistuje těžký doping. Naprostá většina usvědčených případů je z neopatrnosti užitím léku proti nemoci.

## Vítězové SP v roce 2009

### Grand Slam (GS) / Grand Prix (GP)
Sérii štědře dotovaných turnajů Grand Slam a Grand Prix pořádá Mezinárodní judistická federace. Největší prestiž mají Tokijský Grand Slam (Kano Cup) a Pařížský Grand Slam (Pařížský turnaj).

#### Muži
| turnaj | turnaj         | měsíc    | superlehká váha | pololehká váha | lehká váha     | polostřední váha | střední váha  | polotěžká váha   | těžká váha   |
| ------ | -------------- | -------- | --------------- | -------------- | -------------- | ---------------- | ------------- | ---------------- | ------------ |
| GS     | Paříž          | Únor     | D. Dragin       | M. Učišiba     | Wang Ki-čchun  | Song Te-nam      | M. Dafreville | T. Anai          | T. Riner     |
| GP     | Hamburk        | Únor     | R. Sobirov      | Kim Ču-čin     | M. Isajev      | S. Magomedov     | M. Dafreville | T. Anai          | A. Tangriev  |
| GP     | Tunis          | Květen   | J. Mooren       | S. Uriarte     | B. van Dijk    | O. Bischof       | L. Bagnoli    | E. van der Geest | A. Chedly    |
| GS     | Moskva         | Květen   | O. Davtjan      | Ch. Cagánbátar | Wang Ki-čchun  | S. Šundikov      | T. Ono        | Hwang Hui-te     | A. Michajlin |
| GS     | Rio de Janeiro | Červenec | L. Paischer     | A. Gadanov     | D. Van Tichelt | I. Nifontov      | K. Děnisov    | E. van der Geest | D. Hernandes |
| GP     | Abú Zabí       | Listopad | Z. Zantaraija   | M. Ebinuma     | D. Van Tichelt | R. Krawczyk      | D. Choriev    | T. Chajbulajev   | I. al-Šihábí |
| GP     | Čching-tao     | Listopad | Che Jün-lung    | S. Mijáragčá   | Pang Kwi-man   | Ha Či-su         | H. Misbah     | R. Dervíš        | K. Suzuki    |
| GS     | Kano Cup       | Prosinec | M. Fukuoka      | M. Ebinuma     | Wang Ki-čchun  | E. Burton        | T. Ono        | Hwang Hui-te     | K. Takahaši  |

#### Ženy
| turnaj | turnaj         | měsíc    | superlehká váha | pololehká váha | lehká váha     | polostřední váha | střední váha   | polotěžká váha  | těžká váha      |
| ------ | -------------- | -------- | --------------- | -------------- | -------------- | ---------------- | -------------- | --------------- | --------------- |
| GS     | Paříž          | Únor     | E. Jamagišiová  | N. Kuzjutinová | J. Bukuvalaová | J. Uenová        | L. Décosseová  | C. Lebrunová    | Tchung Wen      |
| GP     | Hamburk        | Únor     | T. Fukumiová    | M. Nakamuraová | T. Monteirová  | J. Uenová        | M. Watanabeová | C. Lebrunová    | Liou Chuan-jüan |
| GP     | Tunis          | Květen   | H. Asamiová     | Č. Kagajaová   | N. Udakaová    | U. Žolnirová     | R. Sraková     | V. Moskaljuková | L. Polavderová  |
| GS     | Moskva         | Květen   | T. Fukumiová    | M. Nakamuraová | K. Macumotová  | M. Pruvostová    | J. Kuniharaová | Jang Siou-li    | M. Cukadaová    |
| GS     | Rio de Janeiro | Červenec | F. Jossinetová  | J. Nišidaová   | T. Monteirová  | C. Malzahnová    | L. Décosseová  | C. Lebrunová    | M. Sugimotová   |
| GP     | Abú Zabí       | Listopad | É. Csernoviczká | L. Gómezová    | B. Harelová    | G. Émaneová      | A. Mészárosová | C. Lebrunová    | Čchin Čchien    |
| GP     | Čching-tao     | Listopad | Š. Ibeová       | Che Chung-mej  | S. Loková      | M. Tanaková      | A. Okaová      | Jang Siou-li    | Čchin Čchien    |
| GS     | Kano Cup       | Prosinec | T. Fukumiová    | M. Nakamuraová | H. Tokuhisaová | J. Uenová        | M. Watanabeová | A. Ogataová     | M. Cukadaová    |

### Světový pohár (SP)
Ostatní méně bodované turnaje světového poháru.

#### Muži
| turnaj | turnaj         | měsíc    | superlehká váha | pololehká váha | lehká váha     | polostřední váha | střední váha     | polotěžká váha | těžká váha          |
| ------ | -------------- | -------- | --------------- | -------------- | -------------- | ---------------- | ---------------- | -------------- | ------------------- |
| SP     | Tbilisi        | Leden    | A. Papinašvili  | D. Kleckov     | V. Soroka      | M. Tomouči       | V. Lipartelijani | T. Chajbulajev | A. Okruašvili       |
| SP     | Budapešť       | Únor     | Čchö Kwang-hjon | R. Drakšič     | Ki. Uematsku   | E. Lucenti       | A. Kazusjonok    | O. Despaigne   | Z. Chandžalijašvili |
| SP     | Varšava        | Březen   | E. Verde        | Kim Ču-čin     | Kim Won-čung   | S. Šundikov      | T. Madarász      | A. Ze'evi      | I. Makarov          |
| SP     | Bukurešť       | Červen   | P. Petřikov ml. | P. Zagrodnik   | Kim Čchol-su   | V. Duminica      | E. Mammadov      | L. Krpálek     | W. Santos           |
| SP     | Tallinn        | Červen   | P. Petřikov ml. | L. Korval      | A. Blanc       | A. Ciano         | N. Brisson       | F. Stiegelmann | M. Padar            |
| SP     | Belo Horizonte | Červenec | D. Lourenço     | L. Cunha       | L. Guilheiro   | G. Luna          | T. Camilo        | L. Corrêa      | W. Santos           |
| SP     | Birmingham     | Září     | D. Lavrentijev  | D. Larose      | G. Chaine      | E. Burton        | H. Pessanha      | Z. Machmadov   | D. Stěrchov         |
| SP     | Baku           | Říjen    | R. Mšvidobadze  | T. Karimov     | Z. Kedelašvili | E. Radžabli      | E. Mammadov      | S. Samojlovič  | L. Gudžedžijani     |
| SP     | Ulánbátar      | Listopad | Č. Boldbátar    | Ch. Cagánbátar | Pang Kwi-man   | Song Te-nam      | V. Syňavskyj     | Hwang Hui-te   | S. Bondarenko       |
| SP     | Apia           | Listopad | Che Jün-lung    | A. Gadanov     | E. Nartey      | G. Perrault      | M. Anthony       | L. Leite       | J. Andrewartha      |
| SP     | Suwon          | Prosinec | D. Tömörchüleg  | Čo Čun-ho      | Pang Kwi-man   | Kim Če-pom       | Kwon Jong-u      | Hwang Hui-te   | Kim Su-wan          |

#### Ženy
| turnaj | turnaj         | měsíc    | superlehká váha | pololehká váha   | lehká váha     | polostřední váha   | střední váha   | polotěžká váha   | těžká váha      |
| ------ | -------------- | -------- | --------------- | ---------------- | -------------- | ------------------ | -------------- | ---------------- | --------------- |
| SP     | Sofie          | Leden    | H. Asamiová     | P. Nareksová     | T. Monteirová  | M. Tanakaová       | A. Joóová      | H. Ikedaová      | J. Ivaščenková  |
| SP     | Vídeň          | Únor     | H. Asamiová     | Ču Ang           | K. Macumotová  | M. Miškovićová     | J. Kuniharaová | Jang Siou-li     | Tchung Wen      |
| SP     | Praha          | Březen   | Š. Ibeová       | N. Kuzjutinová   | H. Karakasová  | A. Tanimotová      | C. Blancová    | E. San Miguelová | L. Polavderová  |
| SP     | Lisabon        | Červen   | S. Menezesová   | J. Ramosová      | T. Monteirová  | E. Stamová         | E. Greveová    | Y. Ramirezová    | Wu Siao-wej     |
| SP     | Madrid         | Červen   | S. Menezesová   | A. Carrascosaová | R. Silvaová    | E. Willeboordseová | E. Boschová    | A. Matrosovová   | U. Sadkowská    |
| SP     | Belo Horizonte | Červenec | T. Limaová      | É. Mirandaová    | M. Heinová     | J. Džerbiová       | J. Robraová    | H. Wollertová    | F. Konitzová    |
| SP     | Birmingham     | Září     | K. Renicksová   | I. Heylenová     | V. Wächterová  | S. Clarková        | M. Riadová     | A. Galeoneová    | S. Adlingtonová |
| SP     | Minsk          | Říjen    | N. Kondratěvová | E. Lafontová     | B. Harelová    | A.-L. Poliová      | S. Conwayová   | A. Matrosovová   | R. Ramanichová  |
| SP     | Ulánbátar      | Listopad | Čong Čong-jon   | M. Bundmá        | C. Cerennadmid | C. Mönchzajá       | Hwang Je-sul   | Čong Kjong-mi    | Kim Na-jong     |
| SP     | Apia           | Listopad | Mo Čchin-čchin  | Che Cchan-cchan  | E. Benstedová  | Lin Mej-ling       | Jao Jü-tching  | S. Grantová      | J. Shepherdová  |
| SP     | Suwon          | Prosinec | K. Kondóová     | M. Bundmá        | Š. Makiová     | Čong Ta-un         | J. Robraová    | R. Satóová       | Kim Na-jong     |